# Ancora dollari per i MacGregor
Ancora dollari per i MacGregor è un film del 1970, diretto da José Luis Merino.

## Trama
Uno spregiudicato bounty-killer, George Sartana si serve della propria donna, Gladys, per attirare dei fuorilegge e ucciderli. Ma un bandito di nome Saxon la uccide, ma viene ucciso, da un misterioso cavaliere che da tempo segue Sartana. Ma i MacGregor decidono di vendicarla uccidendoli uno a uno.